# Pontelangorino
Pontelangorino is een plaats (frazione) in de Italiaanse gemeente Codigoro.